# Sarai fiero di me/Lo sappiamo noi due
Sarai fiero di me/Lo sappiamo noi due è un singolo della cantante italiana Marisa Sannia pubblicato nel 1967 dalla casa discografica Foint Cetra.

## Descrizione
Il brano Sarai fiero di me ebbe un buon successo, ha partecipato al Festivalbar 1967 classificandosi terza nel girone Giovani, vincendo il premio della critica discografica. 
Sempre con lo stesso brano è stata ospite della trasmissione televisiva Diamoci del tu, inoltre il brano è stato cantato nei due film musicarelli I ragazzi di Bandiera Gialla e Stasera mi butto.
Ha anche partecipato alla Mostra internazionale di musica leggera 1967
Il brano Lo sappiamo noi due è stata proposta in uno special per la trasmissione televisiva Giovani (5 Aprile 1967) e aveva fatto da titolo a un'altra musicale dedicata a Torino. 
Con lo stesso brano Marisa ha partecipato anche a Partitissima e ha cantato il brano anche nel film musicarello Stasera mi butto.

## Tracce
1. Sarai fiero di me
2. Lo sappiamo noi due